# L'uomo che cavalcava nel buio
L'uomo che cavalcava nel buio è una miniserie televisiva italiana.

## Produzione
La fiction è composta da 2 puntate, e venne trasmessa in prima visione TV il 10 e l'11 maggio del 2009 su Rai 1. Il 20 agosto 2020 viene ritrasmesso su Rai 1 in una versione restaurata e in un'unica puntata.
È prodotta da Albatross Entertainment e da Rai Fiction. La regia è di Salvatore Basile, e il protagonista Rocco è interpretato da Terence Hill.

## Trama

### Primo episodio
Nel 1998, ad Arezzo, Fabrizio (Marco Cocci), un cavaliere in gara nel  "Gran Premio", cade dal suo cavallo, Brando, e muore.
Rocco (Terence Hill), proprietario della scuderia, inorridito dall'accaduto e sconvolto dai sensi di colpa per non essere riuscito a fermare Fabrizio, abbandona il suo lavoro per undici anni.
Nel 2009 Rocco torna alla scuderia, proprio in occasione della morte di Brando. La morte del cavallo lascia Serena (Elena Aurora Alessandroni), la figlia sedicenne di Fabrizio, nella più totale depressione.
Un giorno alla scuderia portano una cavalla ferita, Rebecca, l'animale ha un comportamento nevrile e in difesa con tutti, ma tuttavia con Serena riesce a creare un'intesa perfetta. Patrizia (Francesca Cavallin), la vedova di Fabrizio, ricordando il triste incidente del marito, raccomanda alla figlia di stare lontana da Rocco e dalla sua scuderia; Patrizia, infatti, ritiene Rocco colpevole di tutto pensando che l'uomo abbia dopato Brando.

### Secondo episodio
Nel secondo episodio, mentre Serena (Marta Gastini), ormai adulta, monta Rebecca in campo prova, cade e viene ricoverata in ospedale. Rocco cerca di lasciare una volta per tutte la scuderia e confessa a Patrizia di non essere stato lui la causa dell'incidente, ma di essere stato lo stesso Fabrizio a dopare il cavallo che montava in gara, ovvero Brando.
Serena, dopo la prima gara, è intenzionata a partecipare al Gran Premio, ma il medico le consiglia il riposo dato che la caduta di sella di Rebecca, ha causato alla ragazza un problema alla vista.
Rocco è un istruttore di equitazione, e l'uomo deve chiudere i conti col passato.

## Ascolti
| n° | Prima TV Italia | Telespettatori | Share  |
| -- | --------------- | -------------- | ------ |
| 1  | 10 maggio 2009  | 5.777.000      | 24,68% |
| 2  | 11 maggio 2009  | 6.883.000      | 26,13% |